# ملاناگرا
ملاناگرا (به لاتین: Melanagra) یک منطقهٔ مسکونی در قبرس شمالی است که در ناحیه اسکله واقع شده‌است. ملاناگرا ۱۰۰ نفر جمعیت دارد.